# Cassidella
Cassidella es un género de foraminífero bentónico de la familia Fursenkoinidae, de la superfamilia Fursenkoinoidea, del suborden Buliminina y del orden Buliminida. Su especie tipo es Virgulina tegulata. Su rango cronoestratigráfico abarca desde el Cretácico superior hasta el Oligoceno medio.

## Discusión
Clasificaciones previas incluían Cassidella en el suborden Rotaliina del orden Rotaliida.

## Clasificación
Cassidella incluye a las siguientes especies:
- Cassidella bradyi †
- Cassidella oligocenica †
- Cassidella pacifica †
- Cassidella subita †
- Cassidella tegulata †

Otras especies consideradas en Cassidella son:
- Cassidella complanata †, aceptado como Fursenkoina complanata
- Cassidella tessellata †, aceptado como Fursenkoina tessellata